# Corrado Sanguineti
Corrado Sanguineti, né le 7 novembre 1964 à Milan en Lombardie, est un prélat catholique italien, évêque de Pavie depuis le 16 novembre 2015.

## Biographie
Corrado Sanguineti naît à Milan en 1964 et entre en 1983 au séminaire de Chiavari, suivant aussi les cours à la Faculté de théologie de l'Italie du Nord (it), où il obtient son baccalauréat. Ensuite, il obtient une licence de professeur en écritures saintes à l'Institut biblique pontifical de Rome et un doctorat en théologie biblique à l'Université pontificale de la Sainte Croix à Rome.
Il est ordonné prêtre en 1988 au diocèse de Chiavari.
Jusqu'en 2013, il est curé des paroisses de Saint Colomban en Vignale (it) et San Martino del Monte à San Colombano Certénoli. À partir du 1er novembre 2013, il est prévôt de la cathédrale Notre-Dame de Chiavari.
Il est également, depuis 2005, pro-vicaire général du diocèse de Chiavari.
Le 16 novembre 2015, le pape François le nomme évêque de Pavie, en Lombardie, succédant à Mgr Giudici.
Sa consécration se déroule le 9 janvier 2016 en la cathédrale de Chiavari, et l'entrée solennelle dans son diocèse a lieu le 24 janvier.

### Rang ecclésiastique
- : Prêtre de l'Église catholique - 30 octobre 1988